# Cristo muerto (Carracci)

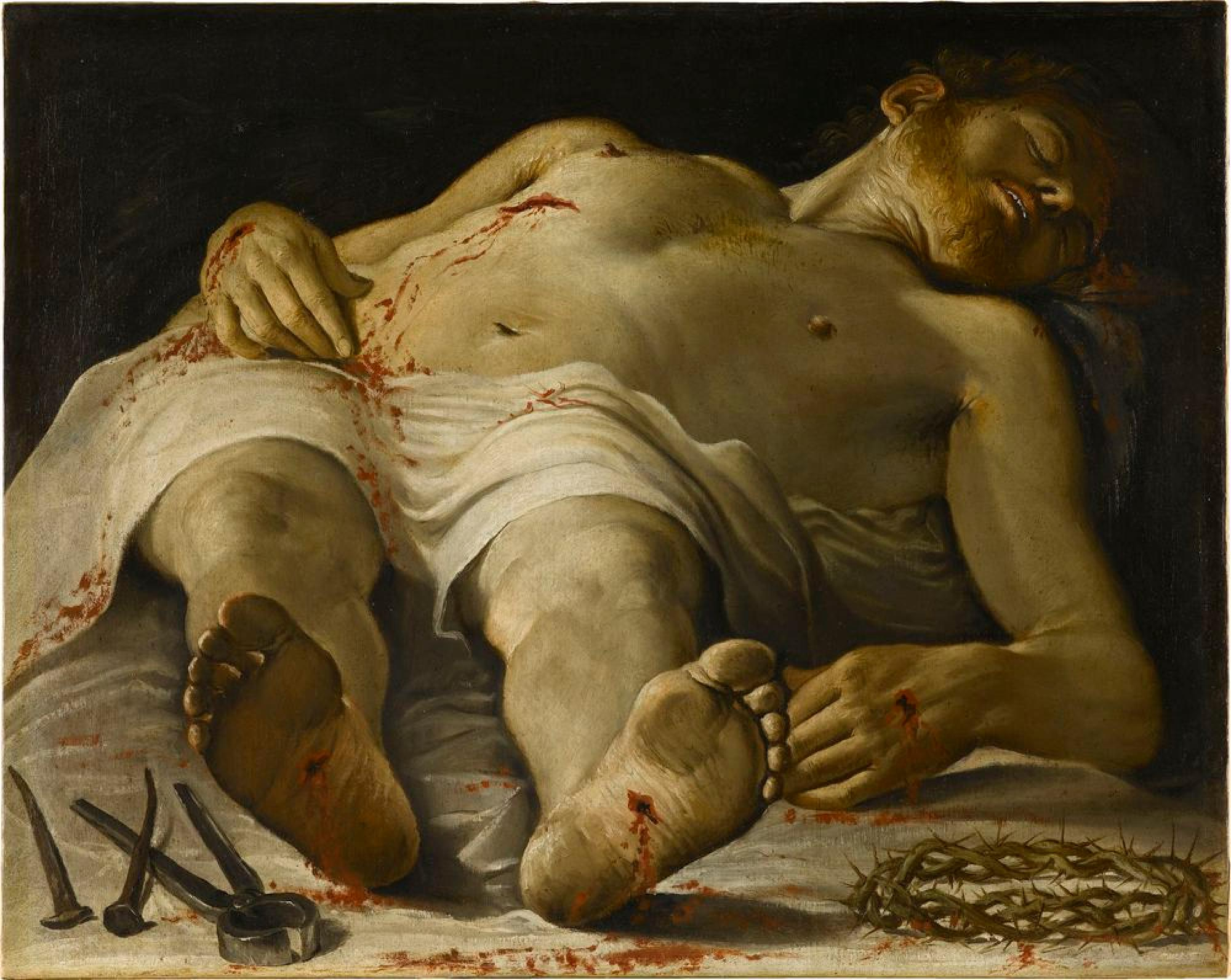

Cristo muerto o Salma di Cristo es un óleo sobre tela de 70,7x88,8 cm pintado por Annibale Carracci, datable entre 1583 y 1585, que se conserva en la Staatsgalerie Stuttgart.
La obra, que pertenece a la fase juvenil del artista, es un claro homenaje a la Lamentación sobre Cristo muerto (Mantegna), que Carraci había contemplado en la colección Aldobrandini.
Cristo se representa sobre el sudario en un escorzo muy violento, con los pies en primer plano. A diferencia de su referente, Carraci elimina las figuras de las plañideras, convirtiendo la escena en un puro Cristo muerto. La disposición del cuerpo se hace sin la rigidez que aparece en el de Mantegna. En primer plano, se sitúan los instrumentos de la Pasión, para evocar la brutalidad del martirio y como símbolos iconográficos de la Pasión de Cristo.